# U-995
U-995 – niemiecki okręt podwodny (U-Boot) typu VII C/41 z okresu II wojny światowej. Okręt wszedł do służby w 1943 roku. Kolejni dowódcy: Kptlt. Walter Köhntopp, Oblt. Hans-Georg Hess.
Jeden z czterech drugowojennych U-Bootów zachowanych do czasów współczesnych (dwa na terenie Niemiec, razem z U-2540).

## Historia
Opóźnienie w budowie U-995 wynikło z uszkodzenia jego rufy podczas alianckiego nalotu na stocznię Blohm und Voss w Hamburgu. Okręt został wcielony do 5. Flotylli w Kilonii celem treningu i zgrania załogi, m.in. na wodach Zatoki Gdańskiej. Przebazowany do Norwegii, od czerwca 1944 roku w 13. (w Trondheim), a od marca 1945 roku w 14. Flotylli (w Narwiku) jako jednostka bojowa. W maju 1944 roku jednostka została zaatakowana przez łódź latającą Short Sunderland z kanadyjskiego dywizjonu; pięciu członków załogi U-Boota zostało rannych.
Podczas wojny U-995 zwalczał alianckie konwoje i radziecką żeglugę przybrzeżną na Oceanie Arktycznym i Morzu Barentsa. Odbył 9 patroli bojowych, podczas których zniszczył trzy niewielkie radzieckie jednostki pływające o łącznej pojemności 1560 BRT, storpedował kolejny statek, uznany później za stratę całkowitą (7176 BRT), okręt (radziecka łódź patrolowa BO-224, 105 t) i jeden okręt pomocniczy (radziecki trałowiec, 633 BRT).
8 lutego 1945 roku U-Boot zdołał wedrzeć się do zajętego przez Rosjan norweskiego portu Kirkenes. Za ten wyczyn (i zatopienie, co okazało się nieprawdą, dużego frachtowca) dowódca, Oblt. Hans-Georg Hess, został odznaczony Krzyżem Rycerskim. W momencie zakończenia wojny U-995 znajdował się w Trondheim, gdzie oczekiwał na zamontowanie chrap. Okręt został poddany Brytyjczykom, jednak w przeciwieństwie do większości kapitulujących U-Bootów uniknął zatopienia podczas operacji Deadlight, ponieważ nie nadawał się do żeglugi i nie mógł zostać przebazowany na Wyspy Brytyjskie.
W październiku 1948 roku okręt został przekazany Norwegii, zaś w grudniu 1952 roku po modyfikacjach został wcielony do marynarki norweskiej pod nazwą KMN „Kaura” (S 309) jako jednostka szkolna. Uczestniczył w manewrach NATO, odbył wizytę w Anglii. W 1962 roku okręt został wycofany ze służby, zaś później odsprzedany Niemcom za symboliczną markę. W czasie renowacji przywrócono mu wygląd z końca wojny. Od października 1971 roku okręt muzeum w Laboe, w sąsiedztwie pomnika poświęconego ofiarom wojny na morzu.

## Galeria

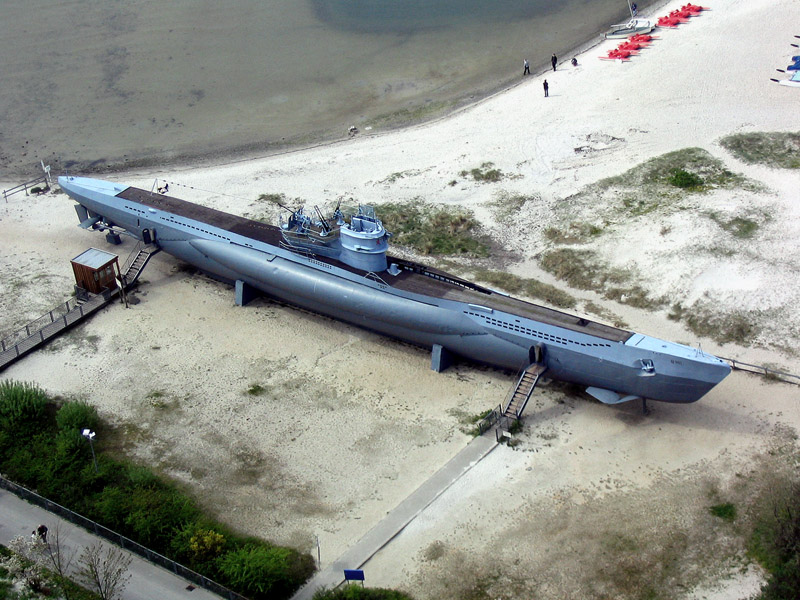
Widok z góry
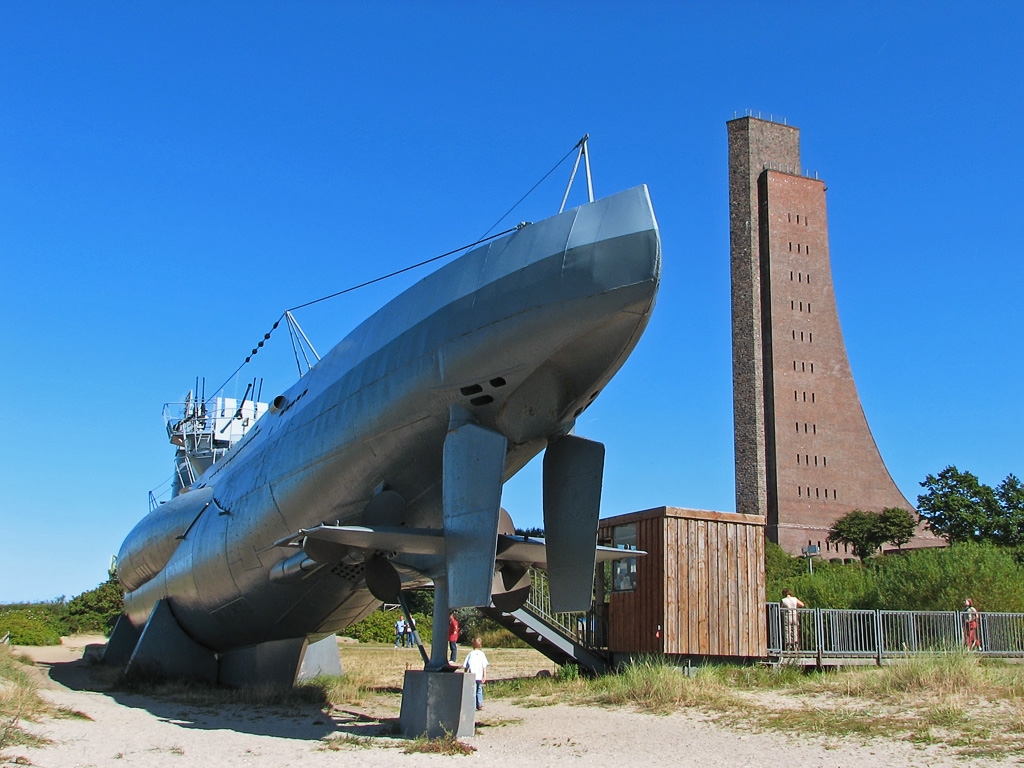
U-995 i pomnik poświęcony ofiarom morza
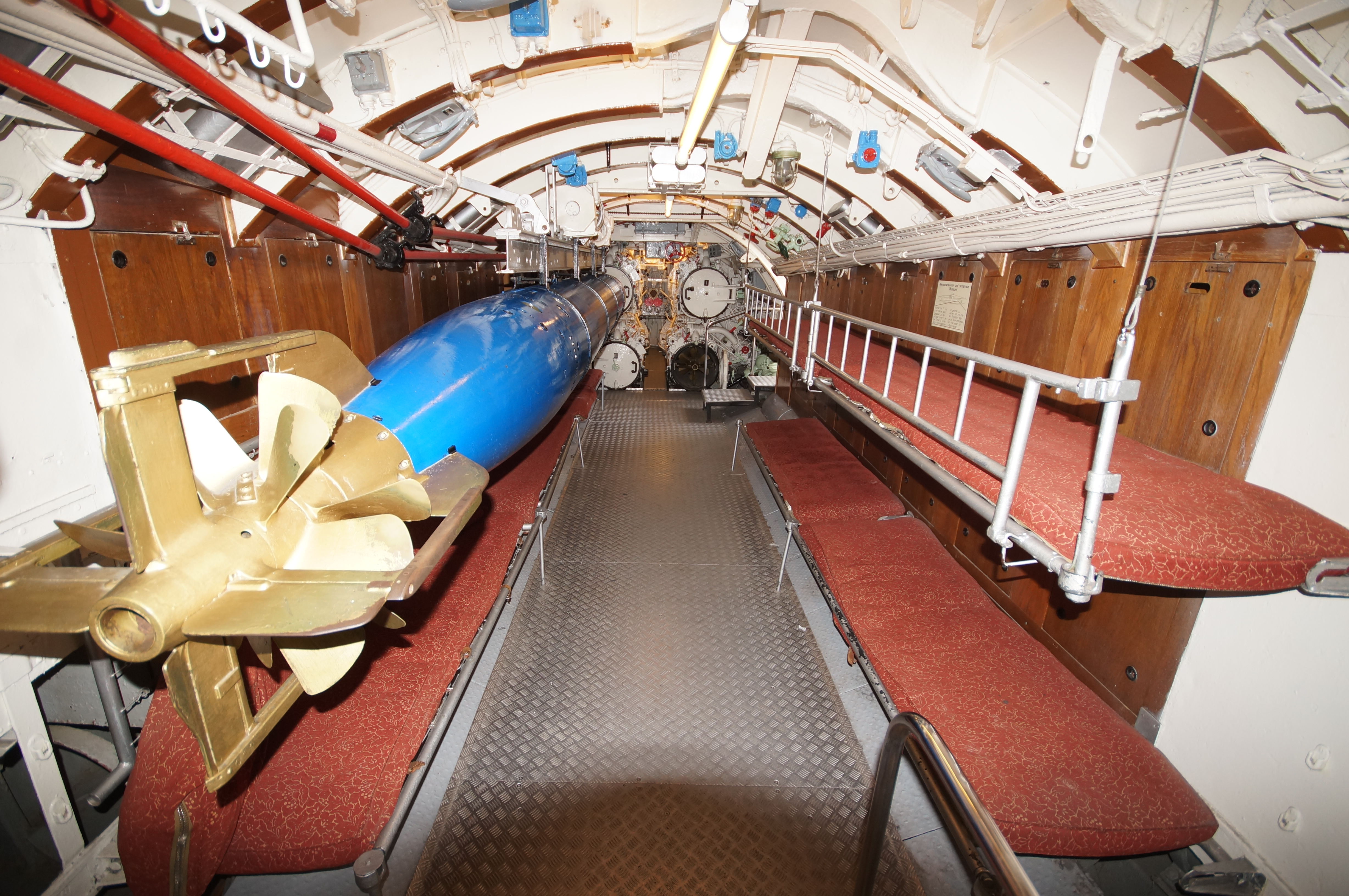
Wnętrze U-995